# Harasta
Harasta is een plaats in het Syrische gouvernement Rif Dimashq en telt 38.184 inwoners (2007).